# 安ベエの海
『安ベエの海』（やすべえのうみ）はTBS「ポーラテレビ小説」枠で1969年9月29日から1970年3月28日まで放送された連続テレビドラマである。白黒作品。全156回。

## 概要
「ポーラテレビ小説」第3作。太平洋戦争をはさんだ激動の時代を、職業軍人の妻として家庭を守りつつ強く明るく生き抜いた一人の女性の姿を通して描く。テレビでは新人ながら劇団四季の舞台で経験を積んでいた当時19歳の木内みどりが主演に抜擢された。

## 物語
太平洋戦争が勃発し騒然となった東京。メリヤス問屋の末娘安ベエこと岩田安代は我関せずとピアノの練習に明け暮れていた。安代の夢はプロのピアニストになることだったが、憂慮した両親は店の番頭佐々木との結婚話を進める。だが安代は見向きもしない。そんな折、親友の敏子がピアノの師の息子哲太郎との激しい恋に身を投じる姿を見た安代はにわかに反省、恋に焦がれるようになる。この機を逃がさじと母ののぶは見合いを強行、相手は海軍の有望株加納中尉で、初対面の二人はたちまち惹かれ合った。　

## キャスト
- 岩田安代 ……………… 木内みどり
- 岩田豊吉 ……………… 浜田寅彦
- 岩田のぶ ……………… 初井言榮
- 岩田牧子 ……………… 川口敦子
- 岩田和子 ……………… 小野恵子
- 岩田静 ………………… 水原英子
- 岩田光江 ……………… 一ノ木真弓
- 加納敬作 ……………… 有川博
- 田辺敏子 ……………… 佐藤オリエ
- 草野中尉 ……………… 二谷英明
- 草野桜 ………………… 東恵美子
- 長山哲太郎 …………… 佐々木勝彦
- 江藤少尉 ……………… 伊藤孝雄
- 田口康明 ……………… 下條正巳
- 中島亜沙子 …………… 江夏夕子
- 菊江 …………………… 倉野章子
- 川上由美 ……………… 北島マヤ
- 長寿庵・稲葉十三郎…  佐藤輝昭(佐藤輝)
- 小牧京子 ……………… 青柳三枝子
- 圭吾 …………………… 小沢重雄
- 孝子 …………………… 町田博子
- 武田 …………………… 福崎和宏
- 琴子 …………………… 石井くに子
- 番頭佐々木 …………… 小池榮
- 丁稚岡本 ……………… 湯沢勉
- 高橋 …………………… 遠藤剛
- 稔 ……………………… 宮寺康夫
- 宝生あやこ
- 三津田健
- 加藤嘉
- 犬塚弘
- 樋浦勉
- 柳川慶子
- 川上夏代
- 森幹太
- 片岡五郎
- 川辺久造
- 宮内順子
- 野田睦美
- 水谷豊
- 牧田正嗣
- 寄山弘
- 片山真由美（片山万由美）
- ナレーター …………… 加藤治子

## スタッフ
- 原作：佐藤愛子　「加納大尉夫人」
- 脚本：林秀彦、成田孝雄
- 演出：村上瑛二郎、龍至政美、宇治正敏、福田新一、和田旭
- 音楽：水谷川忠俊
- プロデューサー：堀川敦厚、山本典助

## 参考資料
- 「テレビジョンドラマ」（放送映画出版）

| TBS系 ポーラテレビ小説                 | TBS系 ポーラテレビ小説             | TBS系 ポーラテレビ小説                 |
| 前番組                                 | 番組名                             | 次番組                                 |
| -------------------------------------- | ---------------------------------- | -------------------------------------- |
| パンとあこがれ (1969.3.31 - 1969.9.27) | 安ベエの海 (1969.9.29 - 1970.3.28) | オランダおいね (1970.3.30 - 1970.9.26) |